# Suzanna Randall
Suzanna Randall est une astrophysicienne et personnalité médiatique allemande qui cherche à devenir astronaute.

## Biographie
Randall a grandi dans le quartier de Gierath à Bergisch Gladbach et a obtenu son Abitur au Dietrich-Bonhoeffer-Gymnasium à Bergisch Gladbach en 1998. Elle a étudié l'astronomie à l'University College de Londres de 1998 à 2002 et a fait sa maîtrise avec une thèse sur les étoiles sous-naines bleues pulsantes. De 2002 à 2005, elle a été doctorante en astrophysique à l'Université de Montréal au Canada avec Gilles Fontaine et a terminé sa thèse en 2006 intitulée Asteroseismological Studies of Long- and Short- Période Variable Subd a jeté B Stars. De 2006 à 2009, elle a été membre de l'ESO Garching avec des missions au Très Grand Télescope (VLT) au Chili. De 2009 à 2010, elle a été associée de recherche pour le VLT à l'ESO Garching et a été scientifique au Centre régional européen ALMA à l'ESO Garching depuis 2010.

## Participation àDie Astronautin
Suzanna Randall avait postulé sans succès pour la sélection des astronautes de l'Agence spatiale européenne (ESA) 2008/2009. En 2016, elle a postulé pour faire partie des 400 participants à l'initiative financée par le secteur privé Die Astronautin, qui veut pour la première fois faire d'une Allemande une astronaute. L'objectif était un court séjour d'une dizaine de jours sur la ISS d'ici 2019 au plus tard (entre-temps reporté à 2022). Le vol, qui coûte environ 50 millions d'euros, doit être financé par des dons et la Fondation « First German Astronaut gGmbH ». Après que les premières Nicola Baumann et Insa Thiele-Eich aient été sélectionnées en avril 2017,, Nicola Baumann est partie volontairement en décembre 2017. En février 2018, Randall a été choisie comme remplaçante.
Elle a pris des cours de pilotage et a obtenu une licence de pilote en tant que pilote privée,. Sa formation d'astronaute est à temps partiel,. Randall s'est entraînée dans une grotte en 2021.
En date d'avril 2025, elle n'a pas effectué de vol spatial.

## Apparitions TV
Randall est apparue en tant que candidate à l'émission télévisée Ich weiß alles! en novembre 2018.
Depuis septembre 2020, Suzanna Randall présente des sujets scientifiques sur la chaîne YouTube ZDF "Terra X Lesch & Co".

## Livres
- Unser Weg ins Weltall (avec Insa Thiele-Eich). Verlag Friedrich Oetinger, Hambourg 2021,  (ISBN 978-3-7891-2132-6).
- Abenteuer Raketenstart (avec Insa Thiele-Eich). Verlag Friedrich Oetinger, Hambourg 2021,  (ISBN 978-3-7891-2135-7)